# گره‌چینی

گِرِه‌چینی یا همان هنر چیدن گره (هیچ ارتباطی با کشور چین ندارد) یکی از شاخه‌های هنر معماری ایرانی  است که استادان این هنر از کنار هم چیدن آلات و لغات مختلف بر اساس طرح مدنظر خود با استفاده از کاشی، آجر یا سایر مواد؛ نقش‌های هندسی تزئینی درست می‌کنند.
هنر گره چینی فقط در معماری رواج ندارد و یکی از زیرشاخه‌های صنایع چوب نیز می‌باشد. هنر گره چینی هنری زیبا و اصیل است که به دلیل زحمت زیاد هزینه زیادی هم دربردارد و می‌توان نمونه‌های این هنر را که بر روی چوب انجام گرفته در اماکن متبرکه مانند آستان قدس رضوی یا حرم شاه‌عبدالعظیم مشاهده نمود.
الگو:جعبه اطلاعات هنر
گره‌چینی یکی از هنرهای ظریف و برجسته ایرانی است که با ایجاد الگوهای هندسی پیچیده و متقارن در معماری، طراحی اشیا، و تزئینات بناها شناخته می‌شود. این هنر، که ریشه‌ای عمیق در تاریخ تمدن ایران دارد، از دوران باستان تا دوره اسلامی و پس از آن تکامل یافته و به سراسر جهان اسلام گسترش یافته است.

## خاستگاه: تمدن جیرفت
برخلاف برخی دیدگاه‌ها که گره‌چینی را به دوره اسلامی یا خلفای عباسی نسبت می‌دهند، شواهد باستان‌شناختی نشان می‌دهد که خاستگاه این هنر به تمدن جیرفت در جنوب شرقی ایران (حدود ۲۵۰۰–۲۲۰۰ پیش از میلاد) بازمی‌گردد. آثار کشف‌شده از این تمدن، از جمله ظروف سنگی و اشیای تزئینی، نشان‌دهنده استفاده استادانه از الگوهای هندسی پیچیده است که با اصول گره‌چینی همخوانی دارد. این الگوها، اغلب شامل طرح‌های متقارن و تکرارشونده، در طراحی ظروف و مهرها به کار رفته‌اند و مهارت بالای هنرمندان این دوره را نشان می‌دهند.

## گره‌چینی در دوره‌های هخامنشی و ساسانی
با توسعه تمدن‌های بعدی در ایران، گره‌چینی در معماری و تزئینات بناها به‌ویژه در دوره هخامنشیان (۵۵۰–۳۳۰ پیش از میلاد) و ساسانیان (۲۲۴–۶۵۱ میلادی) به اوج خود رسید. در دوره هخامنشی، استفاده از الگوهای هندسی در کاخ‌های پارسه و شوش دیده می‌شود، به‌ویژه در کنده‌کاری‌های سنگی و کاشی‌کاری‌ها. در دوره ساسانی، این هنر در معماری کاخ‌ها و آتشکده‌ها، مانند کاخ تیسفون، به‌صورت طرح‌های هندسی در گچ‌بری‌ها و کاشی‌کاری‌ها نمود یافت. این آثار نشان‌دهنده تداوم و تکامل سنت‌های گره‌چینی از تمدن جیرفت است.

## تأثیر اسلام و گسترش جهانی
با ورود اسلام به ایران در قرن هفتم میلادی، معماری ایرانی با دیدگاه‌های اسلامی سازگار شد و گره‌چینی به یکی از عناصر اصلی تزئینات بناهای مذهبی و غیرمذهبی تبدیل گردید. پس از فتح ایران، بسیاری از بناهای ساسانی تغییر کاربری یافتند و به مساجد یا مراکز حکومتی تبدیل شدند. در این دوره، هنرمندان و معماران ایرانی به مناطق مختلف قلمرو اسلامی، از شام و مصر تا ماوراءالنهر و اندلس، منتقل شدند. این انتقال باعث گسترش گره‌چینی به سراسر جهان اسلام شد.
گره‌چینی در مناطق مختلف با مصالح، اقلیم، و فرهنگ‌های محلی تلفیق شد. برای مثال، در مصر و شام، این هنر با چوب و سنگ محلی در مساجد و کاخ‌ها به کار رفت، در حالی که در اندلس، تلفیق گره‌چینی با کاشی‌کاری‌های رنگارنگ به خلق شاهکارهایی مانند کاخ الحمرا منجر شد. ایران اما همچنان مرکز اصلی این هنر باقی ماند.

## گره‌چینی در دوره‌های سلجوقی و صفوی
در دوره سلجوقیان (قرن ۱۱–۱۲ میلادی)، گره‌چینی به‌صورت گسترده در معماری مساجد، مقابر، و منابر به کار رفت. اصفهان، به‌عنوان یکی از مراکز فرهنگی و هنری ایران، نقش مهمی در توسعه این هنر داشت. در دوره صفویان (قرن ۱۶–۱۸ میلادی)، گره‌چینی به اوج شکوفایی خود رسید و در ساخت درهای اماکن متبرکه، پنجره‌های مشبک، و ارسی‌ها به کار رفت. ارسی، که با استفاده از شیشه‌های رنگی در چوب‌های مشبک ساخته می‌شد، به یکی از نمادهای معماری ایرانی تبدیل شد.
گره چینی فلزی
گره چینی فلزی به هنری که با قطعات فلزی و شیشه‌های رنگی شکل‌های متنوع هندسی به‌طور هماهنگ در یک کادر مشخص قرار گرفته و به‌صورت منظم تکرار می‌شوند، می‌گویند. در تعریف دیگر، گره چینی مجموعه‌ای از ترکیب هماهنگ شکل‌های هندسی است که به‌صورت به هم پیچیده، موزون و جذاب از طریق خط‌های راست یا کمانی ایجاد شده‌اند، گفته می‌شود.

## تعریف گره چینی
گره چینی به هنری ایجاد شده با قطعات برش خورده چوب و شیشه‌های رنگی در اشکال مختلف و متعدد الاجرا و وحدتگرای هندسی که به‌طور هماهنگ در یک کادر مشخص و تکرار شونده در کنار هم قرار گرفته باشند گفته می‌شود. در واقع هندسه نقوش و گره کشی جزء جدانشدنی این هنر به حساب می‌آید.
در اصطلاح هنری گره چینی عبارت است از مجموعه‌ای از شکل‌های هندسی که با نظم و ترتیب و پیچ و شکل‌های هماهنگ و قرینه در کنار هم چیده شده‌اند. در تعریف دیگر، گره چینی عبارت است از یک ترکیب هماهنگ از شکلهای هندسی به هم پیچیده، موزون و جذاب که با استفاده از خط‌های راست شکل گرفته است.

## اجزای گره
آلت: واحد کار در گره، آلت نامیده می‌شود. آلت در لغت به معنی ابزار، افزار واسطه‌ای میان فاعل و مفعول برای رسیدن به اثر است و در واقع همان خط مرزی اطراف لقاط می‌باشد خطهای مرزی در گره‌های گوناگون متفاوت هستند.
لقط: در گره لقط به شکل‌های گره گفته می‌شود، که از خطهای مستقیم و بر اساس قاعدهای منظم به شکلهای هندسی درآمده و در یک قاب یا زمینه محدود شده است. لقاط می‌توانند ساخته شده از چوب یا شیشه یا هر جنس دیگری باشند.

## فرایند تولید
روش تولید گره چینی به این صورت است که ابتدا طراحی و ترسیم گره مورد نظر براساس اندازه کار انجام می‌شود. سپس از روی قسمت‌های مورد نیاز گره رسم شده، الگو یا قالب برداشته می‌شود و چهارچوب یا کارگاه در اندازه مورد نظر ساخته می‌شود.
گره‌ها اتصالات کوچکی از چوب هستند که به صورت زبان‌های به یکدیگر قفل می‌شوند و نقش‌های زیبایی را به وجود می‌آورند که هر چه ظریف تر باشند، از نظر هنری ارزش بیشتری دارند. برای ایجاد نقش گره، چوب‌ها به ضخامت بند رسم شده بریده و در عین حال چوبهای واگیره (قطعاتی که در کار تکرار می‌شود) از قالب‌های آماده شده تهیه می‌شود. سپس به وسیله اره پشتبنددار، زاویه‌های اتصالات روی چوب را برش می‌زنند و با رنده ابزار، روی آلت‌ها ابزار می‌زنند. سپس دو سر هر یک از آلت‌ها فاق و زبانه (یا هر نوع اتصال دیگر که مورد نظر استاد کار باشد) می‌زنند و در آخر، کار چیدن گره و درگیر کردن اتصال‌های ساخته شده و شیشه‌های رنگی برش خورده کار به پایان می‌رسد.

## نمونه‌های تاریخی
از بهترین نمونه‌های گره چینی در ایران می‌توان عمارت چهل ستون، مسجد نصیر الملک در شیراز، هشت بهشت و خانه‌های تاریخی خانه اعلم، خانه شیخ الاسلام، سوکیاس در اصفهان و تعدادی از خانه‌های تاریخی کاشان همچون خانه طباطبائی‌ها، خانه عباسیان، خانه بروجردی‌ها و تعدادی دیگر از این انواع خانه‌ها در یزد و شهرهای قدیمی را نام برد.

## نگارخانه

الگوهای مختلف
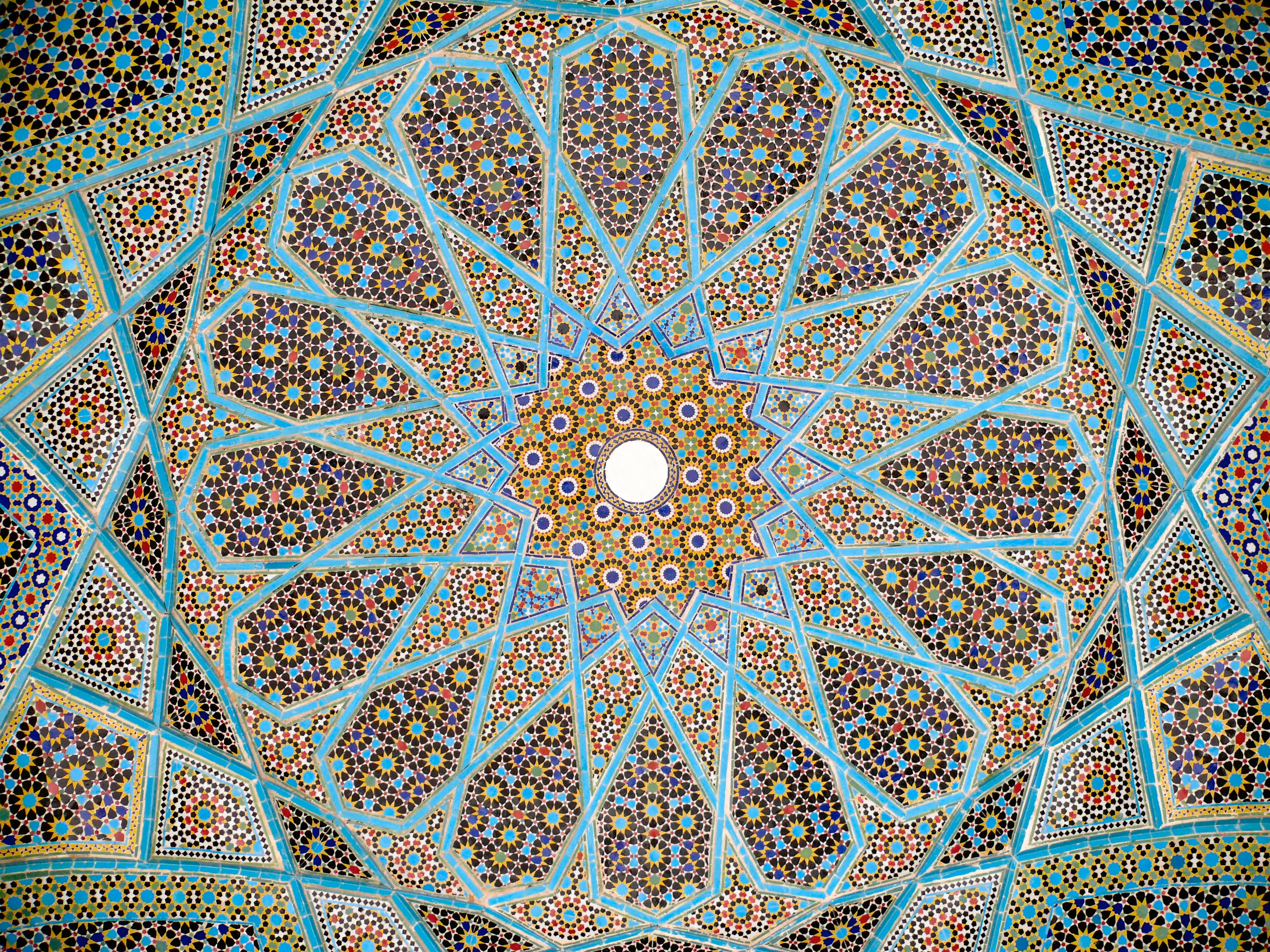
نقوش پیچیده گره چینی با ستاره‌های ۱۶، ۱۰ و ۸ نقطه ای در مقیاس‌های مختلف در سقف آرامگاه حافظ شیراز، ۱۹۳۵م.
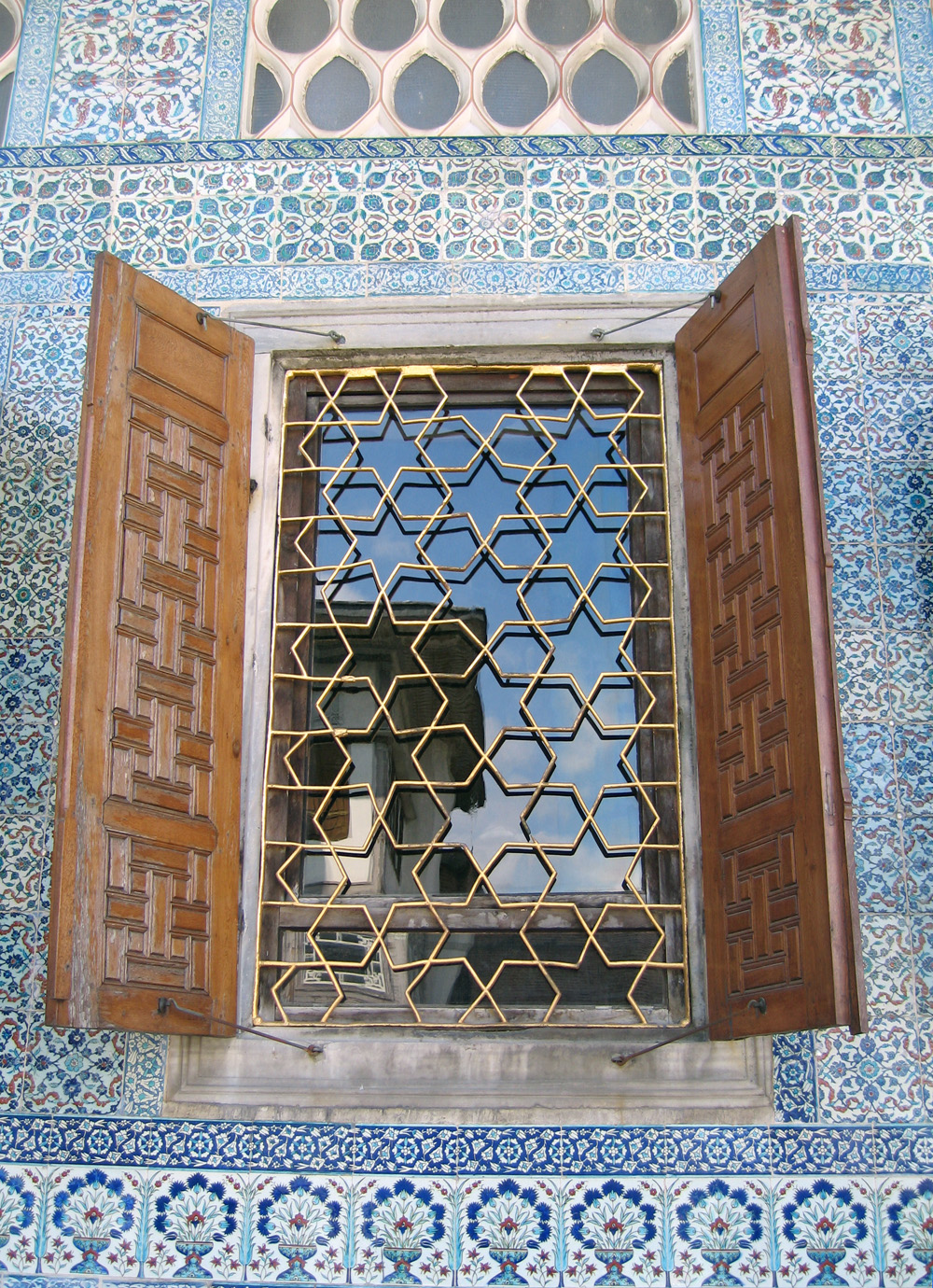
پنجره ای از آپارتمان ولیعهد در کاخ توپکاپی، استانبول، ترکیه، با ستاره‌های ۶ نقطه ای. اطراف دارای کاشی کاری‌های عربی گلدار است
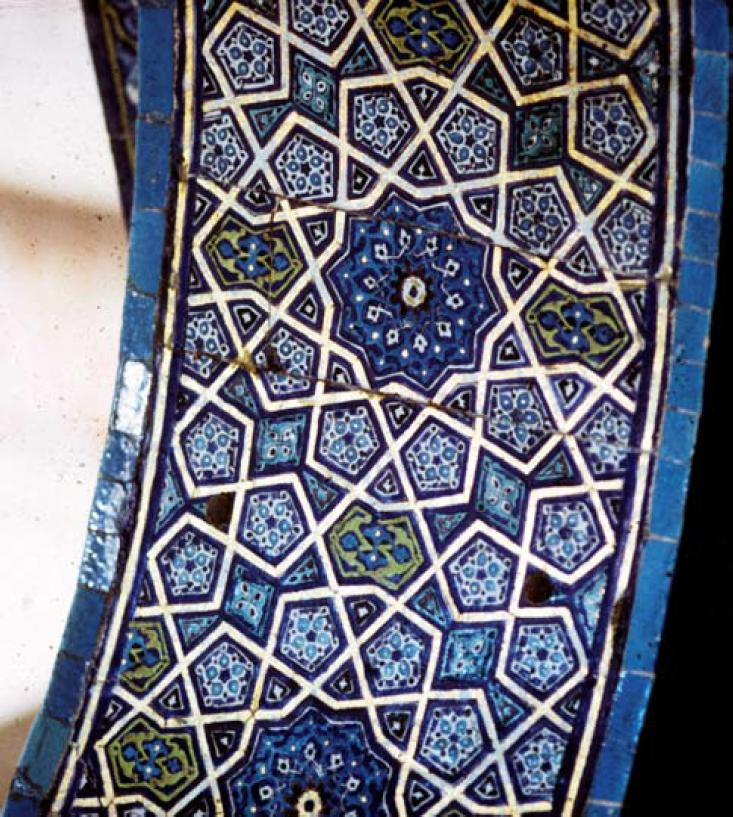
طاق نمای داخلی در افتتاحیه لژ سلطان در مسجد سبز عثمانی در بورسا، ترکیه (۱۴۲۴)، با ستاره‌های ۱۰ نقطه ای و پنج ضلعی
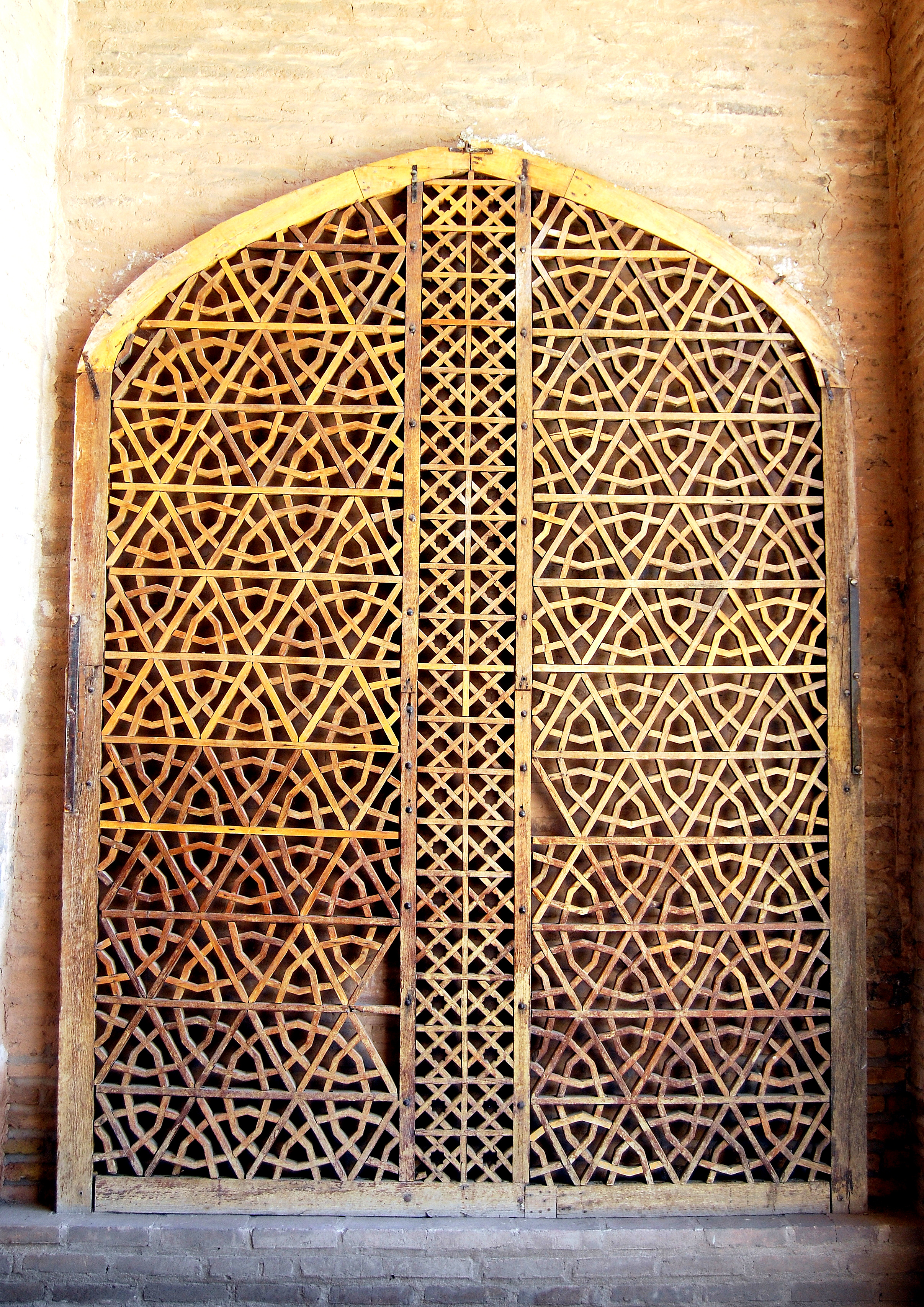
پرده چوبی کاروانسرای نیشاپور